# Paździorno
Paździorno (niem. Pohlsdorf) – wieś w Polsce położona w województwie dolnośląskim, w powiecie średzkim, w gminie Kostomłoty.

## Podział administracyjny
W latach 1975–1998 miejscowość administracyjnie należała do województwa wrocławskiego.

## Zabytki
Do wojewódzkiego rejestru zabytków wpisany jest:
- kościół filialny pw. św. Piotra i Pawła, wybudowany w 1419 roku; przebudowywany w XVI wieku oraz w 1882 roku.